# Liviu Mihaiu

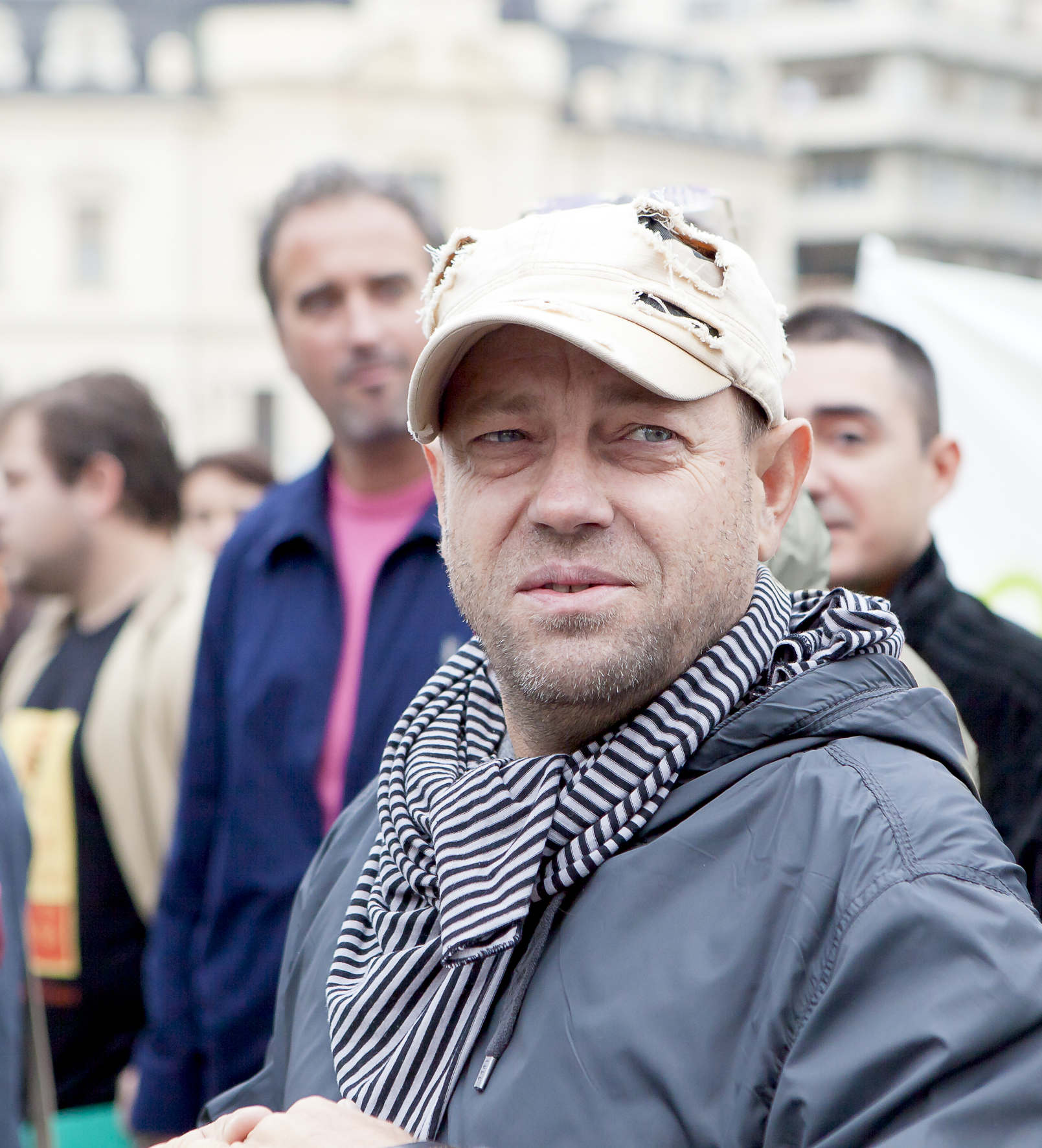
Liviu Mihaiu, în octombrie 2010

Liviu Georgică Mihaiu (n. 1963, Constanța) este un jurnalist din România. 
După absolvirea liceului Mircea cel Bătrân din orașul natal a studiat electrotehnica la Institutul Politehnic București, pe care l-a absolvit în 1990.
Este membru fondator al săptămânalului de moravuri grele "Cațavencu", acționar al „Grupului de Presă Cațavencu”, redactor-șef adjunct "Academia Cațavencu" și publisher Tabu, din 2004.
De asemenea ocupă funcția de director editorial și inițiator al postului "Radio Guerrilla". Președintele organizației guvernamentale "Salvați Dunărea și Delta-A.C", "Secolul XXI va fi ecologist sau nu va fi deloc!", realizator al emisiunii TVR1 "Între Bine și Rău" și "Asta la Revista Mesei, Nene"  pentru Radio Guerrilla.
A obținut premiul "Ion Rațiu" pentru cel mai bun editorial -1992 și premiul Galei Societății Civile în 2005 și 2006. Este inițiatorul "Lanțului Uman în Jurul Parlamentului pentru deconspirarea Securității" 2003, inițiatorul protestelor naționale și internaționale în cazul Bastroe-Delta Dunarii și participant la delegația guvernamentala română, condusă de ministrul Mihai Răzvan Ungureanu - Kiev, 2005.